# أندرو كامبل (متسابق يخت)
أندرو كامبل (بالإنجليزية: Andrew Campbell) هو متسابق يخت أمريكي، ولد في 3 فبراير 1984 في تومز ريفر ‏ في الولايات المتحدة.

## روابط خارجية
- أندرو كامبل على موقع الاتحاد الدولي للملاحة الشراعية (موقع جديد) (الإنجليزية)
- أندرو كامبل على موقع أوليمبيديا (الإنجليزية)